# Operacja Ramrod

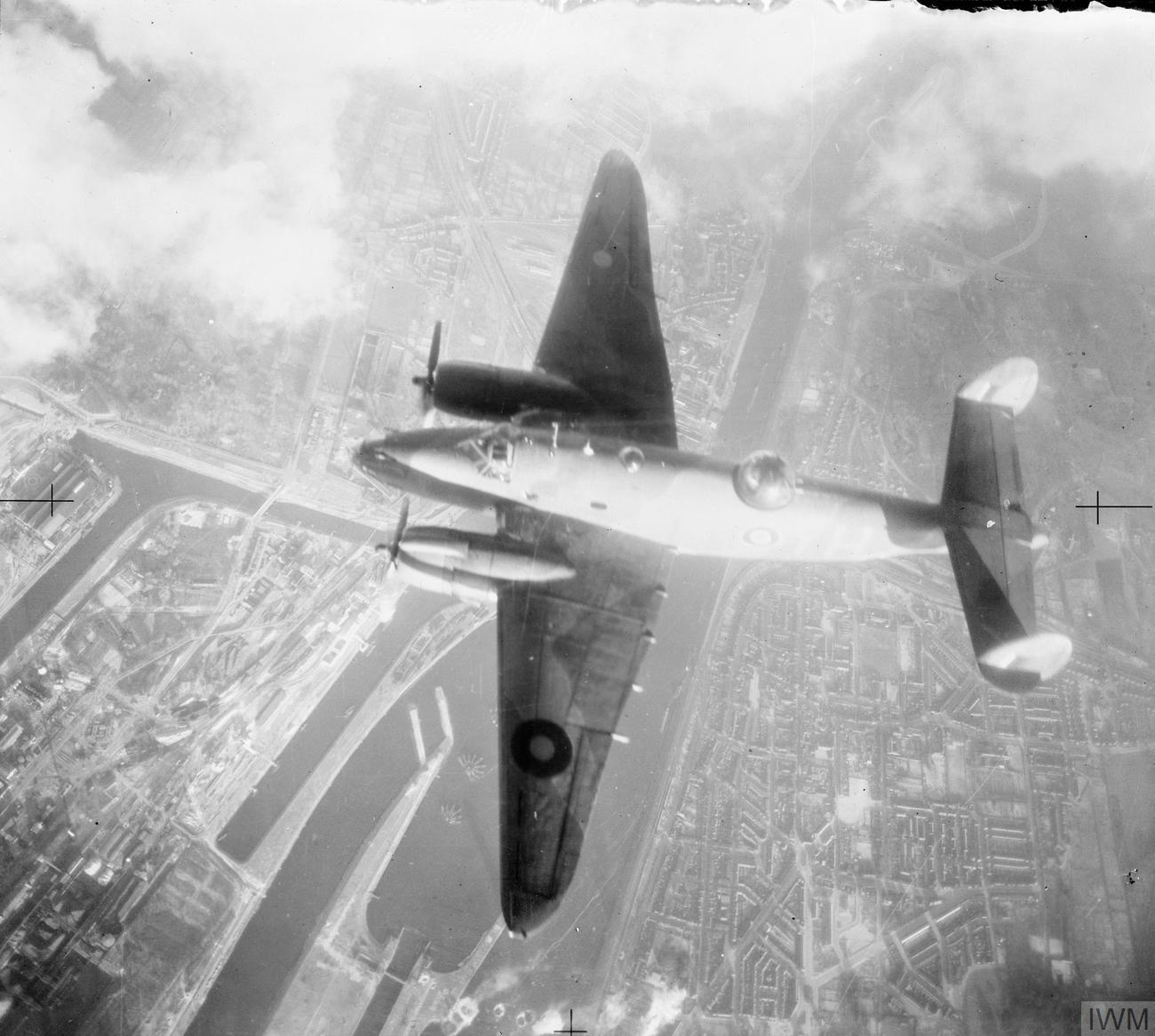
Bombowiec Lockheed Ventura podczas ataku na hutę stali w Holandii

Operacja Ramrod (pol. Wycior) – rodzaj działań taktycznych Royal Air Force, prowadzonych w czasie II wojny światowej, polegających na dziennych atakach bombowych na cele przemysłowe w głębi okupowanej Europy.

## Historia

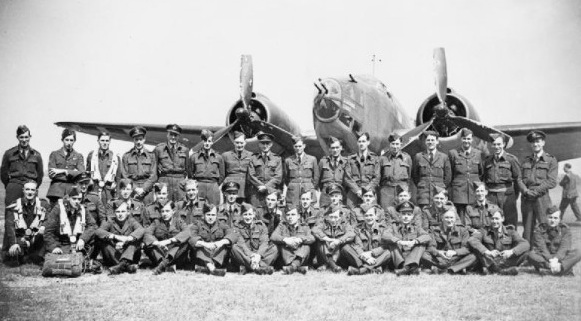
Załogi 487. Dywizjonu RNZAF przed operacją Ramrod 16

Zakłady przemysłowe leżące na terenie III Rzeszy był atakowane przez brytyjskie bombowce w czasie nocnych nalotów. Dowództwo Bomber Command zdawało sobie sprawę z tego, że również na terenie okupowanej Europy znajdują się zakłady przemysłowe pracujące na rzecz wysiłku wojennego Niemiec. W wielu przypadkach były to zakłady zlokalizowane w pobliżu miast lub w ich obrębie. Uniemożliwiało to przeprowadzenie nocnych nalotów, gdyż mogły one spowodować ofiary wśród ludności cywilnej. Konieczne stało się organizowanie dziennych wypraw bombowych z silną osłoną myśliwską, zdolnych do precyzyjnego i niepostrzeżonego niszczenia wybranych celów. Poza wymiernym efektem w postaci niszczenia zakładów przemysłowych spodziewano się, że operacje przyniosą również efekt moralny, pokażą ludności okupowanych krajów, że RAF jest zdolny do zadawania strat Niemcom na ich terenie.
Zakładano, że atakować będzie niewielka formacja szybkich średnich bombowców (w sile dywizjonu) osłaniana przez 5–6 dywizjonów samolotów myśliwskich. Samoloty miały startować do lotu późnym popołudniem, co miało ograniczyć straty wśród robotników z krajów okupowanych (zakładano, że już zakończą pracę) i umożliwić odwrót znad celu w zapadającym zmroku. Eskorta miała się składać z górnej osłony (top cover) w sile ok. dwóch dywizjonów myśliwców i osłony bezpośredniej (close support) w sile ok. trzech dywizjonów. Do atakowania bliżej położonych celów, takich jak porty i lotniska Luftwaffe, używano samolotów myśliwsko-bombowych.
Sukces operacji zależał od zdyscyplinowania pilotów i niepostrzeżonego dotarcia nad cel. Formacja miała przemieszczać się poniżej pola widzenia niemieckich radarów – na wysokości ok. 30 metrów (100 stóp), dziesięć minut przed celem samoloty wznosiły się na ok. 3300 metrów (10 000 stóp) i przystępowały do ataku. Naruszenie tych zasad i wczesne wykrycie ataku prowadziło do dużych strat, na przykład 3 maja 1943 roku podczas operacji Ramrod 16, kiedy Luftwaffe zniszczyła wszystkie bombowce 487. Dywizjonu Royal New Zealand Air Force biorące udział w ataku na elektrownię miejską w Amsterdamie.
W trakcie działań wojennych w późniejszym okresie kryptonim Ramrod zaczęto stosować na oznaczenie dużych, dziennych wypraw bombowych lotnictwa amerykańskiego, eskortowanych przez myśliwce dalekiego zasięgu.
Ataki w ramach operacji Ramrod rozpoczęto w 1941 roku i prowadzano do zakończenia wojny. W jednym z ostatnich, oznaczonych kryptonimem Ramrod 1554, piloci 303. i 306. Dywizjonu eskortowali wyprawę bombową, która bombardowała rezydencję Adolfa Hitlera w Berchtesgaden.